# 堡壘街中學
堡壘街中學（英語：Fort Street High School），又音譯為佛特街中學，是位於澳大利亞新南威爾士州悉尼内西區必打甚的中學。該校是男女混合制、精英制（采取考試入學）公立中學。
堡壘街中學創建於1849年，是澳大利亞歷史最悠久的公立中學，也是澳大利亞第一所非教會辦學的學校。現在的堡壘街中學仍是由新南威爾士教育廳主管的公立學校。作爲著名的精英中學（即考試入學的公立學校），其學生來源地覆蓋整個悉尼大都會區。
堡壘街中學在澳大利亞以其悠久歷史以及校友對澳大利亞社會政治的影響著稱。堡壘街中學的著名校友包括兩位總理（包括開國總理埃德蒙·巴頓）、一位聯邦總督以及五位聯邦最高法院（澳大利亞高等法院）的大法官。堡壘街中學畢業的聯邦高院大法官的數量位居全國公立中學之首、全國所有中學之二。堡壘街中學校友曾擔任聯合國大會主席（H·V·伊瓦特）和國際法庭庭長（珀西·斯彭德），而且是至今唯一擔任過這兩個職位的澳大利亞人。堡壘街中學校友還包括新南威爾士州最高法院的法官、聯邦法院法官以及其他聯邦和州級法官，新南威爾士州長，以及悉尼大學、新南威爾士大學以及其他大學的校監等。其畢業生還包括演藝明星。著名華裔校友包括中國抗戰將領曾生和澳大利亞著名醫生余森美。按照2010年報道的分析，根據畢業生獲得澳大利亞勛位制的最高榮譽的人數，堡壘街中學校友成就在澳大利亞各中學中排名第四。

## 歷史

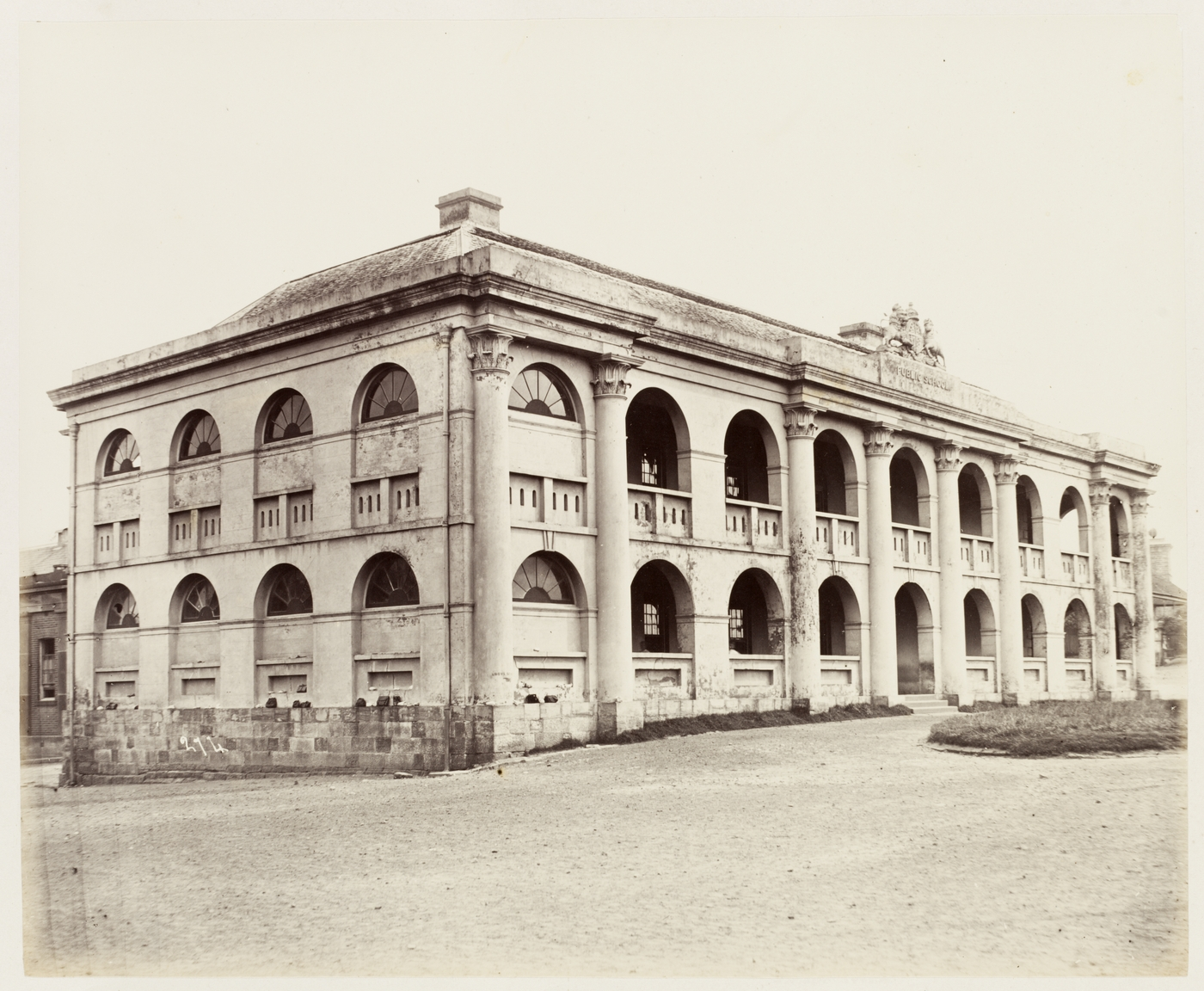
1872年時的堡壘街學校。

1848年1月8日，新南威爾士殖民地總督菲茨羅伊（Charles FitzRoy）設立“國民教育局”（Board of National Education）籌辦公立學校，開創澳大利亞的公立教育歷史。國民教育局決定將天文臺山（Observatory Hill）菲利普堡（Fort Phillip）的舊軍醫院改建為堡壘街模範學校（Fort Street Model School），是為澳洲大陸上第一所官辦學校。此校稱爲“模範”學校，表示其作用是不僅教育兒童，而且是全殖民地學校的模範。校名來自與原來伸入軍醫院的一條小路的路名，在改建為學校時成爲操場的一部分。後來學校遷到彼得舍姆之後當局將校門前的小路改名為“堡壘街”。
校舍竣工後，模範學校在1849年9月1日開幕。原校舍位於現在的悉尼港大橋南引橋西側。堡壘街學校的建立代表了澳大利亞建立了非教會辦學的學校系統，由政府擔當人民教育的責任，並與宗教分離。因此此校設立對於澳大利亞的國家歷史發展具有深刻意義。堡壘街學校也因此成爲整個殖民地教育系統的基礎。
1881年堡壘街學校升為高等公立學校（Superior Public School）。

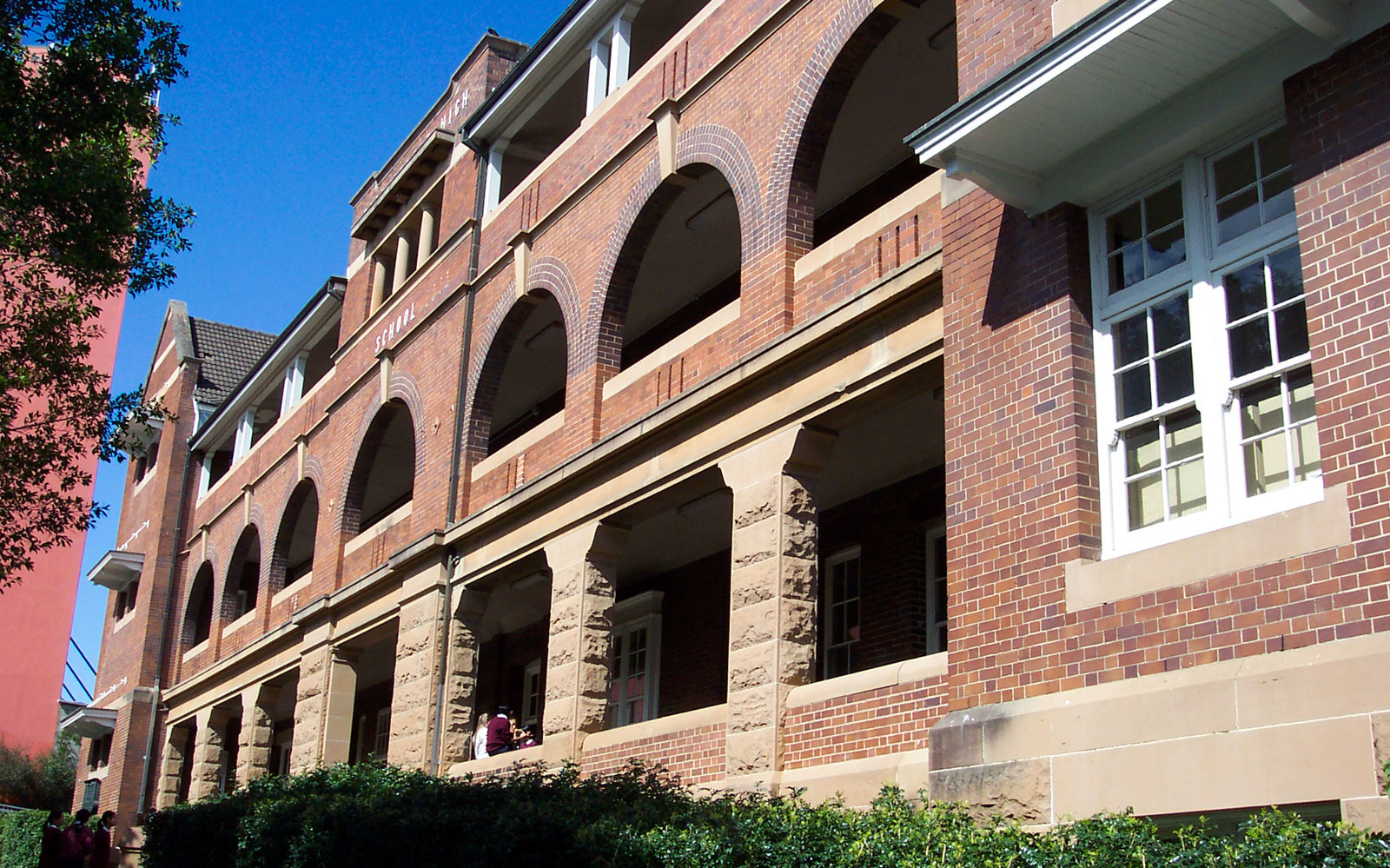
堡壘街中學今日的主樓維爾金斯樓。

1911年，堡壘街學校改建為一所小學和兩所中學：堡壘街小學，堡壘街男子中學（Fort Street Boys' High School）和堡壘街女子中學（Fort Street Girls' High School）。由於天文臺山校區日趨擁擠，1916年男中遷到彼得舍姆的泰文納山（Taverner's Hill）現址。女中繼續留在天文臺山，但隨著城市發展校園繼續被侵蝕，例如1932年建造的悉尼港大橋工程導致一大部分操場被公路設施占據，直到1975年兩所中學合并建立男女混合的堡壘街中學。堡壘街小學現在仍留在天文臺山。

## 教學
堡壘街中學采用新南威爾士中級教育的標準六年制（七年級到十二年級）。學校的監管機構是新南威爾士教育培訓廳，並獲新南威爾士教育局注冊及資格承認，各年級都教授規定課程。
按照傳統概念，七年級至十年級歸爲“初中”（junior high school），以中學會考（School Certificate）結束。初中必修課包括英語、數學、科學、歷史、地理和體育，七到八年級必修課還包括美術、戲劇、設計與科技，以及一門外語（可選擇法語、德語、拉丁語、漢語和日語）。九到十年級學生可選三門選修課，包括外語、歷史、地理、表演藝術、工業技術和商業。

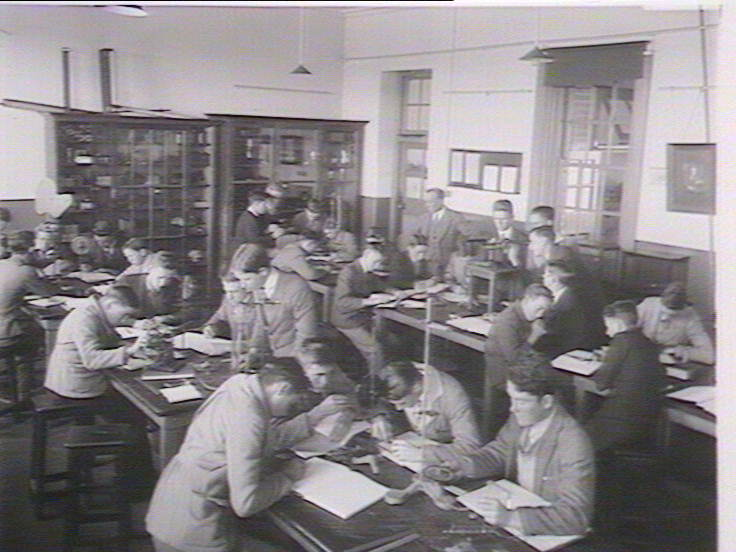
1930年，堡壘街中學的科學課。

十一到十二年級學生為高等中學會考（Higher School Certificate）做準備。（通過高等中學會考獲得的高等中學畢業證書是新南威爾士州的中學畢業證書。）唯一必修課是英語。學生也可以選擇學習專科技術培訓課程。